# NGC 2370
NGC 2370 é uma galáxia espiral barrada (SBc) localizada na direcção da constelação de Gemini. Possui uma declinação de +23° 47' 01" e uma ascensão recta de 7 horas, 25 minutos e 01,5 segundos.
A galáxia NGC 2370 foi descoberta em 10 de Novembro de 1864 por Albert Marth.